# Castello di Cavernago
Il castello di Cavernago si trova nel territorio di Cavernago, piccolo comune alle porte di Bergamo.

## Storia

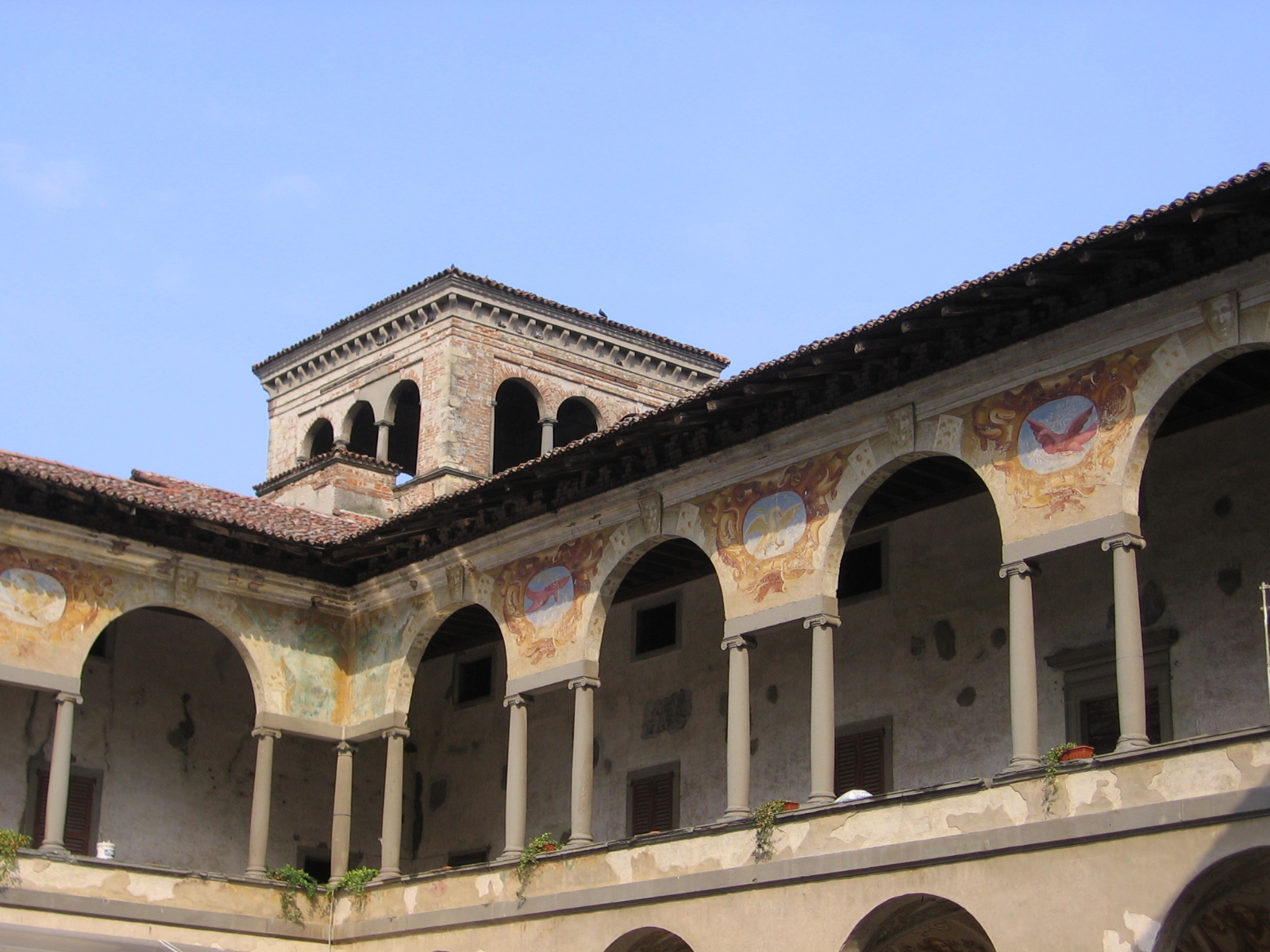
interno

L'origine della struttura risale al 1243 quando i canonici della cattedrale di Bergamo entrarono in possesso di un'antica costruzione nella stessa località. Questa, posta in posizione strategica in quanto situata al crocevia tra le provincie di Milano, Bergamo e Brescia, nel 1470 venne acquistata con atto pubblico la struttura e le relative dipendenze dal celebre condottiero Bartolomeo Colleoni, che vi apportò importanti modifiche. Alla sua morte il feudo di Cavernago e il relativo castello passarono nelle mani di Gherardo Martinengo-Colleoni marito di Ursina, una delle figlie del condottiero, e di Alessandro Martinengo Colleoni suo figlio.
Nel 1597, il castello fu riscostruito da Francesco Martinengo.
Il castello dopo esser stato acquistato dai conti Giovanelli prima e dal conte Mazzotti Biancinelli poi, ora di proprietà di un erede del principe Gonzaga di Vescovato.

## Descrizione

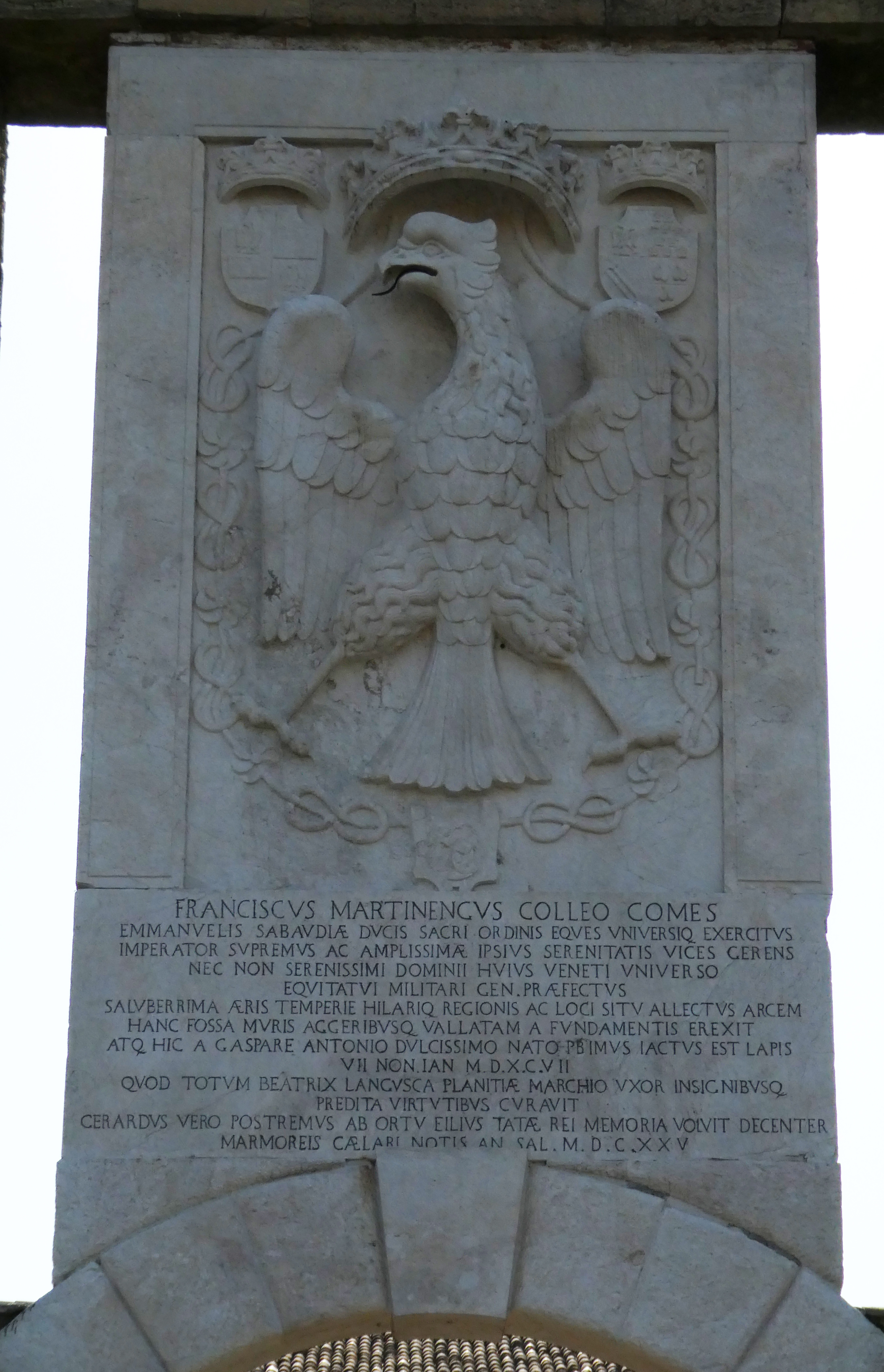
Lapide sopra all'ingresso

La costruzione, caratterizzata da uno in stile barocco e da un grande cortile con doppio loggiato, risale al Seicento. L'edificio a pianta quadrata, è privo di merlatura e di camminamenti di ronda: questi elementi lasciano intuire che non si tratta di una fortezza militare, come lo è, per esempio, il vicino castello di Malpaga, bensì che fu concepito come residenza familiare, in modo da garantire tutti gli agi che si addicevano a una famiglia nobile. Il castello era dotato anche di un ponte levatoio, di un fossato (ormai privo d'acqua), di un pozzo centrale, oltre che di un grande giardino.
Negli spazi interni, muri e soffitti affrescati.